# Tettigoniopsis hikosana
Tettigoniopsis hikosana är en insektsart som först beskrevs av Yamasaki 1983.  Tettigoniopsis hikosana ingår i släktet Tettigoniopsis och familjen vårtbitare. Inga underarter finns listade i Catalogue of Life.